# گلنویو (ایلینوی)
گلنویو (به انگلیسی: Glenview) یک منطقهٔ مسکونی در ایالات متحده آمریکا است که در شهرستان کوک (ایلینوی) واقع شده‌است. گلنویو ۳۶٫۳۳ کیلومتر مربع مساحت و ۴۴٬۶۹۲ نفر جمعیت دارد.